# ایوب دار
ایوب دار (اردو: ایوب ڈار؛ زادهٔ ۵ دسامبر ۱۹۴۷) بازیکن فوتبال اهل پاکستان است.
وی همچنین در تیم ملی فوتبال پاکستان بازی کرده است.